# Bren (comune francese)
Bren è un comune francese di 545 abitanti situato nel dipartimento della Drôme della regione dell'Alvernia-Rodano-Alpi.

## Società

### Evoluzione demografica
Abitanti censiti